# Фінал Ліги чемпіонів УЄФА 2020
Фінал Ліги чемпіонів УЄФА 2020 року — фінальний матч розіграшу Ліги чемпіонів УЄФА 2019—2020, 65-го сезону в історії Кубка європейських чемпіонів і 28-го сезону в історії Ліги чемпіонів УЄФА. Матч планували провести 30 травня 2020 року на стадіоні «Ататюрк» у Стамбулі.
23 березня 2020 року УЄФА оголосила, що фінал був відкладений через пандемію COVID-19. 17 червня 2020 року Виконавчий комітет УЄФА вирішив перенести фінал до Лісабона.

## Місце проведення
«Да Луж» є домашнім стадіоном «Бенфіки».
Оновлений стадіон відкрито 25 жовтня 2003 року (товариська гра між командами «Бенфікою» та «Насьйональ» з Уругваю). Він збудований австралійською компанією HOK Sport Venue Event на місці зведеного у 1954 і демонтованого у 2002 році однойменного стадіону, який у певний час вміщував до 120 000 глядачів.
Стадіон розташований поблизу станцій Лісабонського метрополітену «Колежіу-Мілітар/Луж» та «Алту-душ-Моіньюш».
У 1992 році приймав фінал Кубку володарів кубків УЄФА, у якому німецька команда «Вердер» святкувала перемогу над «Монако» з рахунком 2:0.
Під час Чемпіонату Європи з футболу 2004 стадіон приймав п'ять матчів за участі збірних команд Франції, Англії, Росії, Португалії, Хорватії та Греції. Саме стадіон «Луж» став ареною фінального матчу між збірними командами Греції та Португалії, в якому греки вибороли «золото» чемпіонату.

## Посол матчу
Послом фінального матчу Ліги чемпіонів УЄФА 2019—2020 став відомий турецький футболіст Хаміт Алтинтоп, який в складі мюнхенської «Баварії» став фіналістом Ліги чемпіонів УЄФА 2009—2010, а також переможцем Кубка Інтертото 2003 та 2004 у складі «Шальке 04».

## Передмова
| Команда         | Попередні виступи (жирним шрифтом виділені перемоги)            |
| --------------- | --------------------------------------------------------------- |
| Парі Сен-Жермен | дебют                                                           |
| Баварія         | 10 (1974, 1975, 1976, 1982, 1987, 1999, 2001, 2010, 2012, 2013) |

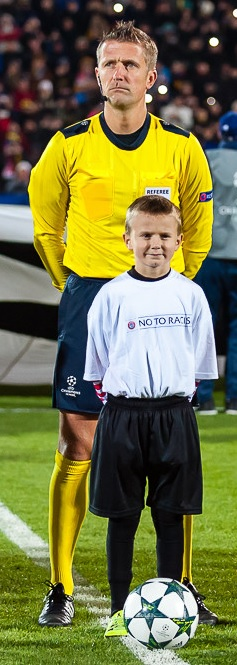
Італієць Даніеле Орсато головний арбітр фінального матчу.

Для «Парі Сен-Жермен» це буде першим фіналом у Кубку/Лізі чемпіонів, парижани стали п'ятим фіналістом від Франції та 41-м загалом клубом, що грає в фіналі. цей матч сьомий за участтю французьких команд і перший після «Монако» у фіналі 2004 року. «Марсель» — єдиний французький клуб, який виграв ці змагання в 1993 році. Це третій фінал для парижан у змаганнях під егідою УЄФА. Вперше у фіналі Кубка володарів кубків «Парі Сен-Жермен» зіграв у 1996 проти віденського «Рапіду» здобувши перемогу 1–0, наступного року у фіналі КВК вони поступились з рахунком 0–1 іспанський «Барселоні». ПСЖ у суперкубку УЄФА 1996 за сумою двох матчів поступились італійському «Ювентусу» 2–9. Парижани цього сезону виграли всі чотири національні турніри: Лігу 1, Кубок Франції, Кубок французької ліги та Суперкубок Франції.
У вісімнадцяти матчах з німецькими клубами ПСЖ отримав одинадцять перемог, дві нічиї та п'ять поразок. У поточному турнірі парижани за сумою двох матчів переграли дортмундську «Боруссію», а в півфіналі РБ Лейпциг.
Для «Баварії» це буде вже одинадцятий фінал і вони зрівнялись за цим показником з італійським «Міланом» та поступаються мадридському «Реалу». Останнім був переможний фінал проти земляків «Боруссії» (Дортмунд) у 2013 році. Загалом мюнхенці виграли п'ять фіналів, ще чотири перемоги здобули в 1974, 1975, 1976 та 2001 і п'ять разів поступились у 1982, 1987, 1999, 2010 та 2012. Загалом це буде тринадцятий фінал турніру УЄФА для «Баварії» у Кубку володарів кубків 1967 вони здолали «Рейнджерс» 1–0, а у Кубку УЄФА 1996 за сумою двох матчів переграли французький «Бордо» 5–1. Мюнхенці також можуть вдруге в історії здобути всі трофеї турнірів в яких брали участь, вперше це сталось у сезоні 2012–13 коли баварці стали чемпіонами та володарями Кубка. Баварці здобувши перемогу в півфіналі встановили рекорд за кількістю перемог поспіль — 10. І вони є другими після «Мілану» за кільікстю перемог в груповому раунді (італійці в 1993 також перемогли в усіх шести іграх). «Баварія» забила 42-а голи в десяти іграх поступаючись «Барселоні», яка забила 45 м'ячів в 16 матчах сезону 1999—2000. Проте мюнхенці встановили рекорд середньої результативності 4,2 голи за гру.
Роберт Левандовський ств автором 15 голів у дев'яти матчах поступаючись Кріштіану Роналду (17 голів у 2013–14 та 16 у 2015–16). Ганс-Дітер Флік став 15-м в історії Кубка/Ліги чемпіонів хто вийшов у фінал, як гравець (1987 проти «Порту») та головний тренер.
Цей матч для баварців стане 34-м у протистоянні з французькими клубами. У 19-и іграх перемогу здобули німці, п'ять матчів завершили внічию та ще в 10-и зазнали поразки. У поточному турнірі мюнхенці перемогли у півфіналі «Ліон» 3–0.
Ці команди зустрічались між собою вісім разів п'ять перемог за ПСЖ та три в активі мюнхенців. Востаннє клуби зустрічались на груповому етапі Ліги чемпіонів 2017–18, парижани вдома здобули перемогу 3–0, а баварці взяли реванш на своєму полі 3–1.
Це другий фінальний матч у Кубку/Лізі чемпіонів між французькими та німецькими командами, першим був фінал 1976 між «Баварією» та «Сент-Етьєном». Загалом це четвертий фінал в європейських змаганнях між командами Франції та Німеччини у Кубку володарів кубків 1992 грали «Вердер» проти «Монако» у Кубку УЄФА 1996 «Баварія» грала проти «Бордо». У всіх трьох випадках перемогли німецькі команди. Обидва клуби виграли свої національні чемпіонати. Також головними тренерами клубів є німці це вдруге в історії після фіналу 2013 року, коли Юрген Клопп очолював «Боруссію» (Дортмунд), а Юпп Гайнкес «Баварію» (Мюнхен).

## Шлях до фіналу
примітка: У всіх результатах, поданих нижче, голи фіналістів подаються першими (H: вдома; A: в гостях; N: нейтральне).
| Команда         | І | В | Н | П | ЗМ | ПМ | РМ  | О  |
| --------------- | - | - | - | - | -- | -- | --- | -- |
| Парі Сен-Жермен | 6 | 5 | 1 | 0 | 17 | 2  | +15 | 16 |
| Реал Мадрид     | 6 | 3 | 2 | 1 | 14 | 8  | +6  | 11 |
| Брюгге          | 6 | 0 | 3 | 3 | 4  | 12 | −8  | 3  |
| Галатасарай     | 6 | 0 | 2 | 4 | 1  | 14 | −13 | 2  |

| Команда            | І | В | Н | П | ЗМ | ПМ | РМ  | О  |
| ------------------ | - | - | - | - | -- | -- | --- | -- |
| Баварія            | 6 | 6 | 0 | 0 | 24 | 5  | +19 | 18 |
| Тоттенгем Готспур  | 6 | 3 | 1 | 2 | 18 | 14 | +4  | 10 |
| Олімпіакос (Пірей) | 6 | 1 | 1 | 4 | 8  | 14 | −6  | 4  |
| Црвена Звезда      | 6 | 1 | 0 | 5 | 3  | 20 | −17 | 3  |

## Матч
| 23 серпня 2020 22:00 (20:00 WEST) |

| Парі Сен-Жермен | 0:1      | Баварія   |
| --------------- | -------- | --------- |
|                 | Протокол | Коман 59' |

| Да Луж, Лісабон Глядачів: 0 Арбітр: Даніеле Орсато (Італія) |

| Парі Сен-Жермен | Баварія Мюнхен |

| ВР           | 1  | Кейлор Навас            |     |     |
| ЗХ           | 4  | Тіло Керер              |     |     |
| ЗХ           | 2  | Тіагу Сілва ()          | 83' |     |
| ЗХ           | 3  | Преснель Кімпембе       |     |     |
| ЗХ           | 14 | Хуан Бернат             |     | 80' |
| ПЗ           | 21 | Андер Еррера            |     | 72' |
| ПЗ           | 5  | Маркіньйос              |     |     |
| ПЗ           | 8  | Леандро Паредес         | 52' | 65' |
| НП           | 11 | Анхель Ді Марія         |     | 80' |
| НП           | 7  | Кіліан Мбаппе           |     |     |
| НП           | 10 | Неймар                  | 81' |     |
| Заміни:      |    |                         |     |     |
| ВР           | 16 | Серхіо Ріко             |     |     |
| ВР           | 30 | Марцин Булка            |     |     |
| ЗХ           | 20 | Левен Кюрзава           | 86' | 80' |
| ЗХ           | 22 | Абду Діалло             |     |     |
| ЗХ           | 25 | Мітхел Баккер           |     |     |
| ЗХ           | 31 | Колен Дагба             |     |     |
| ПЗ           | 6  | Марко Верратті          |     | 65' |
| ПЗ           | 19 | Пабло Сарабія           |     |     |
| ПЗ           | 23 | Юліан Дракслер          |     | 72' |
| ПЗ           | 27 | Ідрісса Гує             |     |     |
| НП           | 17 | Ерік Максім Шупо-Мотінг |     | 80' |
| НП           | 18 | Мауро Ікарді            |     |     |
| Тренер:      |    |                         |     |     |
| Томас Тухель |    |                         |     |     |

| ВР              | 1  | Мануель Ноєр ()      |       |     |
| ЗХ              | 32 | Йозуа Кімміх         |       |     |
| ЗХ              | 17 | Жером Боатенг        |       | 25' |
| ЗХ              | 27 | Давід Алаба          |       |     |
| ЗХ              | 19 | Альфонсо Дейвіс      | 28'   |     |
| ПЗ              | 6  | Тьяго                |       | 86' |
| ПЗ              | 18 | Леон Горецка         |       |     |
| ПЗ              | 22 | Серж Гнабрі          | 52'   | 68' |
| ПЗ              | 25 | Томас Мюллер         | 90+4' |     |
| НП              | 29 | Кінгслі Коман        |       | 68' |
| НП              | 9  | Роберт Левандовський |       |     |
| Заміни:         |    |                      |       |     |
| ВР              | 26 | Свен Ульрайх         |       |     |
| ВР              | 39 | Рон-Торбен Гоффманн  |       |     |
| ЗХ              | 2  | Альваро Одріосола    |       |     |
| ЗХ              | 4  | Ніклас Зюле          | 56'   | 25' |
| ЗХ              | 5  | Бенжамен Павар       |       |     |
| ЗХ              | 21 | Лукас Ернандес       |       |     |
| ПЗ              | 8  | Хаві Мартінес        |       |     |
| ПЗ              | 10 | Філіппе Коутінью     |       | 68' |
| ПЗ              | 11 | Мікаель Кюїзанс      |       |     |
| ПЗ              | 14 | Іван Перишич         |       | 68' |
| ПЗ              | 24 | Корентен Толіссо     |       | 86' |
| НП              | 35 | Джошуа Зіркзе        |       |     |
| Тренер:         |    |                      |       |     |
| Ганс-Дітер Флік |    |                      |       |     |

| Гравець матчу: Кінгслі Коман (Баварія) Помічники арбітра: Лоренцо Манганеллі (Італія) Алессандро Діаллатіні (Італія) Четвертий арбітр: Овідіу Гацеган (Румунія) Відеоасистент арбітра: Массіміліано Ірраті (Італія) Відеоасистенти: Марко Гуїда (Італія) Відеоасистент арбітра (офсайди): Роберто Діас Перес дель Паломар (Іспанія) Відеоасистент арбітра: Алехандро Ернандес Ернандес (Іспанія) | Регламент - 90 хвилин. - 30 хвилин додаткового часу за необхідності. - Серія пенальті за необхідності. - По дванадцять запасних гравців. - Максимум п'ть замін гравців від кожної команди посеред матчу та шість у разі додаткового часу. |

### Статистика
| Статистика            | Парі Сен-Жермен | Баварія |
| --------------------- | --------------- | ------- |
| Голи                  | 0               | 0       |
| Удари по воротах      | 6               | 5       |
| Удари в площину воріт | 2               | 1       |
| Сейви                 | 1               | 2       |
| Володіння м'ячем      | 38 %            | 62 %    |
| Кутові                | 2               | 2       |
| Порушення             | 8               | 9       |
| Офсайди               | 1               | 0       |
| Жовті картки          | 0               | 1       |
| Червоні картки        | 0               | 0       |

| Статистика            | Парі Сен-Жермен | Баварія |
| --------------------- | --------------- | ------- |
| Голи                  | 0               | 1       |
| Удари по воротах      | 3               | 7       |
| Удари в площину воріт | 1               | 1       |
| Сейви                 | 0               | 1       |
| Володіння м'ячем      | 40 %            | 60 %    |
| Кутові                | 2               | 2       |
| Порушення             | 8               | 13      |
| Офсайди               | 1               | 1       |
| Жовті картки          | 4               | 3       |
| Червоні картки        | 0               | 0       |

| Статистика            | Парі Сен-Жермен | Баварія |
| --------------------- | --------------- | ------- |
| Голи                  | 0               | 1       |
| Удари по воротах      | 9               | 12      |
| Удари в площину воріт | 3               | 2       |
| Сейви                 | 1               | 3       |
| Володіння м'ячем      | 39 %            | 61 %    |
| Кутові                | 4               | 4       |
| Порушення             | 16              | 22      |
| Офсайди               | 2               | 1       |
| Жовті картки          | 4               | 4       |
| Червоні картки        | 0               | 0       |